# Afrikaanse dwergeekhoorn
De Afrikaanse dwergeekhoorn (Myosciurus pumilio)  is een zoogdier uit de familie van de eekhoorns (Sciuridae). De wetenschappelijke naam van de soort werd voor het eerst geldig gepubliceerd door Le Conte in 1857.

## Verspreidingsgebied
De soort wordt aangetroffen in Kameroen, Congo-Brazzaville, Equatoriaal-Guinea en Gabon.